# نویل ماسکلین اسمیت
نویل ماسکلین اسمیت (انگلیسی: Nevill Smyth; ۱۴ اوت ۱۸۶۸ – ۲۱ ژوئیهٔ ۱۹۴۱) فرد نظامی اهل بریتانیا بود. وی همچنین برندهٔ جوایزی همچون نشان حمام شده‌است.